# خوموتوفکا (باشقیرستان)
خوموتوفکا (انگلیسی: Khomutovka, Republic of Bashkortostan) یک شهرک در شهرستان بیژبولیاکسکی باشقیرستان کشور روسیه است.